# Chapelle royale de tous les saints
 (février 2022).
La mise en forme du texte ne suit pas les recommandations de Wikipédia : il faut le « wikifier ».
Les points d'amélioration suivants sont les cas les plus fréquents. Le détail des points à revoir est peut-être précisé sur la page de discussion.
- Les titres sont pré-formatés par le logiciel. Ils ne sont ni en capitales, ni en gras.
- Le texte ne doit pas être écrit en capitales (les noms de famille non plus), ni en gras, ni en italique, ni en « petit »…
- Le gras n'est utilisé que pour surligner le titre de l'article dans l'introduction, une seule fois.
- L'italique est rarement utilisé : mots en langue étrangère, titres d'œuvres, noms de bateaux, etc.
- Les citations ne sont pas en italique mais en corps de texte normal. Elles sont entourées par des guillemets français : « et ».
- Les listes à puces sont à éviter, des paragraphes rédigés étant largement préférés. Les tableaux sont à réserver à la présentation de données structurées (résultats, etc.).
- Les appels de note de bas de page (petits chiffres en exposant, introduits par l'outil «  Source ») sont à placer entre la fin de phrase et le point final[comme ça].
- Les liens internes (vers d'autres articles de Wikipédia) sont à choisir avec parcimonie. Créez des liens vers des articles approfondissant le sujet. Les termes génériques sans rapport avec le sujet sont à éviter, ainsi que les répétitions de liens vers un même terme.
- Les liens externes sont à placer uniquement dans une section « Liens externes », à la fin de l'article. Ces liens sont à choisir avec parcimonie suivant les règles définies. Si un lien sert de source à l'article, son insertion dans le texte est à faire par les notes de bas de page.
- La présentation des références doit suivre les conventions bibliographiques. Il est recommandé d'utiliser les modèles {{Ouvrage}}, {{Chapitre}}, {{Article}}, {{Lien web}} et/ou {{Bibliographie}}. Le mode d'édition visuel peut mettre en forme automatiquement les références.
- Insérer une infobox (cadre d'informations à droite) n'est pas obligatoire pour parachever la mise en page.

Pour une aide détaillée, merci de consulter Aide:Wikification.
Si vous pensez que ces points ont été résolus, vous pouvez retirer ce bandeau et améliorer la mise en forme d'un autre article.
La chapelle royale de tous les saints ou chapelle de la reine Victoria est une église classée Grade II située dans le parc du Royal Lodge à Windsor Great Park dans Berkshire en Angleterre. Elle sert d'église paroissiale pour les habitants et le personnel du Windsor Great Park. Les offices de la chapelle sont souvent suivis par des membres de la famille royale britannique, et la reine Élisabeth II s'y rendait régulièrement pour des raisons d'intimité,. L'aumônerie de la chapelle royale de tous les saints est tenue par l'un des chanoines du Collège de St George à la chapelle St George du château de Windsor.

## Histoire
La chapelle succède aux chapelles construites au Royal Lodge et au Cumberland Lodge à l'usage la famille royale et de leur personnel. Au milieu des années 1820, George IV résidait fréquemment au Royal Lodge lors de sa rénovation du château de Windsor, et une plus grande chapelle était nécessaire pour le culte de sa famille et de son personnel. La chapelle a été construite par Jeffry Wyatville, l'architecte des travaux du roi au château de Windsor, et utilisée pour la première fois le dimanche des Rameaux en 1825.
Le Trésor a été informé de la construction de la chapelle par Wyatville deux semaines après son inauguration. Il avait été construit sans l'autorisation du Trésor comme "une question de nécessité inévitable". Wyatville a décrit la chapelle comme ayant été construite "dans un ancien bâtiment".
Des réparations ont été effectuées à la chapelle en septembre 1825, et quelques mois plus tard, d'autres réparations ont été nécessaires lorsque le roi a trébuché après avoir quitté son banc. 200 £ ont été alloués par le Trésor pour d'autres réparations en décembre 1825. Avec l'avènement de Guillaume IV, la plus grande partie de la Royal Lodge fut démolie, mais la chapelle survécut et organisa des offices au « bénéfice des serviteurs de l'établissement du parc ».
La reine Victoria assistait occasionnellement aux offices dans la chapelle et elle fit une visite en mars 1842, remarquant « Tout le monde se joignit au chant, ce que j'aime tant. Ensuite nous avons marché jusqu'au Royal Lodge, et dans le jardin qui est très joli..." .
Francis Seymour a donné à la chapelle un nouvel orgue en devenant marquis de Hertford, après avoir été le sous-garde du parc. Une fenêtre dédiée au prince Christian Victor de Schleswig-Holstein, fils du prince Christian et de la princesse Helena a été inaugurée en 1905. Le prince et la princesse Christian vivaient à Cumberland Lodge.
Le duc et la duchesse d'York ont vécu à Royal Lodge à partir de 1931 et sont devenus des fidèles réguliers de la chapelle. Ils ont continué à s'y rendre après être devenus le roi George VI et la reine Elizabeth. George VI a rénové la chapelle, installant un nouveau plafond conçu par Edward Maufe, renouvelant les bancs et ajoutant un couvercle à l'orgue, conçu par Harry Stuart Goodhart-Rendel.
En tant que reine mère, Elizabeth est retournée vivre au Royal Lodge et a régulièrement fréquenté la chapelle jusqu'à sa mort en 2002. Son cercueil se trouvait devant l'autel de la chapelle avant d'être emmené à Londres pour ses funérailles . Sa fille, Élisabeth II, est également membre régulier de la congrégation de la chapelle.
Le 17 juillet 2020, la princesse Beatrice a épousé Edoardo Mapelli Mozzi à la chapelle. Le mariage a eu lieu en privé et confirmé par le palais de Buckingham après les noces.
Les aquarelles de la chapelle ont été peintes dans les années 1830 par Henry Bryan Ziegler, et par Hugh Casson en 1990,.

## Conception
L'extérieur de la chapelle a été décrit comme un "exercice assez banal de néo-gothique". Elle a été comparée à une autre église voisine de style néo-gothique, l'église Saint-Jean-Baptiste de Windsor, conçue par Charles Hollis en 1820 avec l'aide de Wyatville.
Les sièges de la chapelle ont été conçus pour refléter la hiérarchie entre les paroissiens. Le banc royal était à droite de l'autel, jouxté par un banc pour les serviteurs royaux, les deux bancs partageant une entrée royale séparée. Les bancs royaux faisaient face à un banc pour l'arpenteur adjoint des bois. Des bancs dans une chapelle latérale à gauche étaient destinés au bailli, au fermier du roi et aux gardiens du parc. Les ouvriers étaient assis au rez-de-chaussée et au premier étage. Des sièges supplémentaires ont été ajoutés dans les années 1840 en raison d'un élargissement du personnel de Cumberland Lodge, les plans pour des sièges supplémentaires étant approuvés par Prince Albert et plus de sièges ont été ajoutés dans les années 1850.
Après la mort de Victoire de Saxe-Cobourg-Saalfeld, la duchesse de Kent et mère de l'impératrice Victoria, en mars 1861, Victoria et Albert ont commandé une fenêtre pour le chœur de la chapelle en sa mémoire. Le chœur a été agrandi en même temps selon les plans de Samuel Sanders Teulon et Anthony Salvin. Les travaux de Teulon ajoutèrent 46 sièges à la chapelle et la nouvelle chapelle fut consacrée par l'évêque d'Oxford, Samuel Wilberforce, en novembre 1863.
La chapelle nécessitait encore plus de sièges en 1865, mais le commissaire des bois, Charles Gore, appréhendait de réemployer Teulon pour rénover la chapelle. Il considérait le style du nouveau choeur de Teulon comme incompatible avec la conception de l'ancienne chapelle. Écrivant au gardien de la bourse privée, Charles Phipps, Gore a déclaré qu'il n'aurait pas initialement nommé Teulon s'il avait su que tout le bâtiment devait être rénové, car il pensait que "les églises construites à partir de ses plans sont trop élaborées et fantastiques". Gore craignait que si une "erreur est commise dans un bâtiment tellement visible, ce sera une plaie oculaire au lieu d'un ornement pour le parc".
Salvin a ensuite été nommé pour concevoir une nouvelle allée sud, qui a été achevée en 1866. La reine Victoria a trouvé la nouvelle chapelle "très jolie". La nouvelle chapelle accueillait 225 personnes (180 adultes avec enfants), et n'a guère été modifiée jusqu'à nos jours.